# Hans Fischer
Pour les articles homonymes, voir Fischer et Hans Fischerkoesen.
Hans Fischer (27 juillet 1881 à Francfort-Höchst, Province de Hesse-Nassau - 31 mars 1945 à Munich) est un chimiste allemand spécialisé en chimie organique, lauréat du prix Nobel de chimie en 1930.

## Biographie
Son père était Eugen Fischer, directeur de Kalle & Co à Wiesbaden et privatdozent au lycée technique de Stuttgart. Il fait ses études à Stuttgart et à Wiesbaden, puis étudie la chimie et la médecine à l'université de Lausanne et à Marbourg.
Il entame sa carrière à la clinique médicale de Munich, puis à l'Institut de chimie de Berlin sous la direction d'Emil Fischer, prix Nobel de chimie en 1902. De retour à Munich en 1911, il obtient un poste en médecine un an plus tard. En 1913, il devient maître de conférences en physiologie à l'Institut de physiologie de Munich. En 1916, il devient professeur de chimie médicale à l'université d'Innsbruck, succédant à Windaus, puis à l'université de Vienne en 1918. De 1921 à sa mort, il occupe le poste de professeur de chimie organique à l'université technique de Munich.
Les recherches scientifiques de Fischer ont porté principalement sur l'étude des pigments dans le sang et la bile, et la chlorophylle des feuilles. Il s'intéressa également à la chimie du pyrrole, d'où dérivent ces pigments. Il effectua en particulier la synthèse de la bilirubine et de l'hémine. Il obtint le prix Nobel de chimie en 1930 « pour ses recherches sur la constitution de l'hémine et la chlorophylle, spécialement sa synthèse de l'hémine. » Il fut également lauréat de la médaille Liebig en 1929 et de la médaille Davy en 1937.